# ガルエージェンシー
ガルエージェンシー株式会社（英文商号 GALU Agency CO.,LTD.）は、フランチャイズ型総合探偵社。

## 沿革
- 1980年 - 前身となる「オークラ調査事務所」を渡邉文男が設立。
- 1992年 - 社名を「ガルエージェンシー株式会社」に変更、探偵学校「ガル探偵学校」を開校。
- 1994年 - セキュリティ機器の開発、販売を開始。
- 1995年 - 支店開設事業（フランチャイズ事業）を開始。
- 1996年 - 本社を東京都中野区から、東京都渋谷区神宮前に移転。
- 1998年 - イントラネット化着手に伴い、新データベースシステムを開発。
- 1999年 - 資本金を1億1500万円から3億2500万円に増資。
- 2001年 - 大徳直美が代表取締役社長に、渡邉文男は会長に就任。
- 2009年 - 大徳直美が代表取締役社長を退任。

- 2011年 - 渡邉文男が代表取締役社長に再任及び大徳直美がゼネラルマネージャーに就任。
- 2012年 - 大徳直美がゼネラルマネージャー契約解除。

## フランチャイズシステム
初期費用約300万円支払えばガルエージェシーの支店として開業することが可能である。なお加盟料金のほかに別途ロイヤリティが月額5万円と売上に対して5%となっている。研修があるため開業するに際して特に資格や免許は必要ではなく、また、技能に関しても「初めは誰でも素人です。調査技術・営業戦略・広告宣伝等ガルが培ってきた全てのノウハウを現役の指導員が教授します。」となっている。

## その他組織
- ガル探偵学校
- ガルエージェンシー株式会社代理店事業部
- ガルエージェンシー法人お客様相談室
- ガルエージェンシー大阪本部